# Montagne de la Table
Ne doit pas être confondu avec La Table (montagne).
Pour les articles homonymes, voir La Table (homonymie).
La montagne de la Table (en afrikaans : Tafelberg, en anglais : Table Mountain) est un massif de la province du Cap-Occidental en Afrique du Sud, qui surplombe la ville du Cap.
Elle fait partie des sept nouvelles merveilles de la nature.

## Toponymie
Son nom provient de sa forme qui, de loin, semble aussi plate que le dessus d’une table. Lorsque les nuages s’y accrochent, on dit que la « nappe » (en anglais table cloth) est mise.

## Géographie

### Situation et topographie

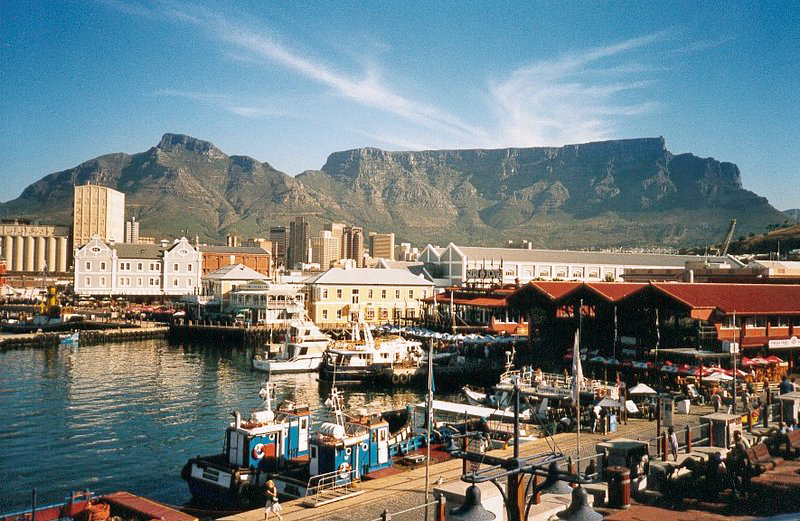
Vue de la montagne de la Table et du Victoria & Alfred Waterfront au Cap.

La montagne de la Table se trouve au nord de la péninsule du Cap qui est elle-même terminée au sud par le cap de Bonne-Espérance. Elle culmine à 1 086 m d'altitude et sa superficie au sommet est d’environ 3 km2. Elle est flanquée à l'ouest de deux collines : Lion's Head (668 m), au sud, et Signal Hill, au nord, et à l'est par Devil's Peak (1 002 m). À l'ouest, dominant Hout Bay, s'étirent les Twelve Apostels (« Douze Apôtres »), avec une altitude comprise entre 780 et 800 m.

### Géologie
La partie sommitale de la montagne est essentiellement composée de grès quartzique de l'Ordovicien, fortement résistants à l'érosion. En dessous se trouvent des schistes sédimentaires micacés assez solides et donc peu exposés. La base de la montagne est constituée d'intrusions de granite.

### Climat
Le climat est de type méditerranéen, caractérisé par des étés chauds et secs et des hivers doux et humides.

### Faune et flore

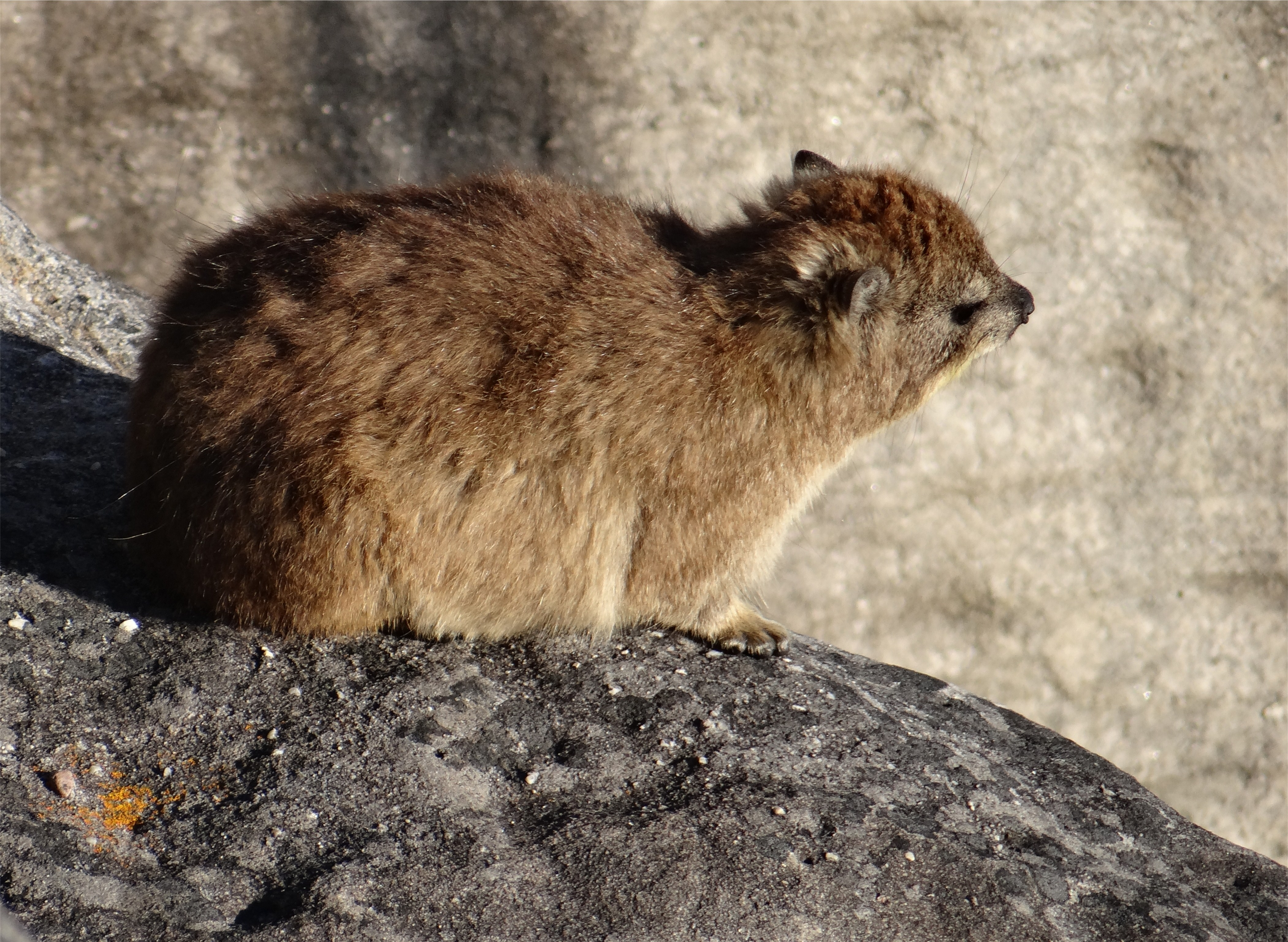
Daman au sommet de la montagne de la Table

On y trouve près de 1 500 espèces de plantes, dont le célèbre fynbos et de nombreuses variétés de proteas, la fleur symbole de l’Afrique du Sud. Les animaux qui y vivent sont le daman du Cap, le porc-épic, la mangouste, des serpents et des tortues. Le dernier lion y fut abattu vers 1802. Il y eut des léopards jusqu’aux années 1920. Le rooikat (« chat rouge » en afrikaans) ou caracal et le vaalboskat (« chat du bois de la vallée ») ou vaalkat, une variété de chat sauvage, étaient autrefois communs ; le rooikat peut encore être aperçu, mais est désormais rare. On trouvait aussi des jharals ou tahrs de l’Himalaya, dont les ancêtres s’échappèrent du zoo du Cap en 1936. Ils furent éliminés afin de permettre la réintroduction d’une espèce indigène, l’Oréotrague ou klipspringer.[réf. souhaitée]

## Histoire
En 1503, le navigateur portugais Antonio de Saldanha est pilote[Quoi ?] d'un des trois navires d'une flottille portugaise devant apporter son soutien à celle d'Afonso de Albuquerque à Cochin. Pris dans une tempête, il doit se réfugier à la baie de la Table, au large de l'actuelle ville du Cap. Les Portugais mouillent dans la baie pour se ravitailler en eau potable et en fruits. Il est ainsi le premier Européen à y débarquer[réf. nécessaire]. Il effectue la première escalade mentionnée de la montagne du Cap.

## Activités

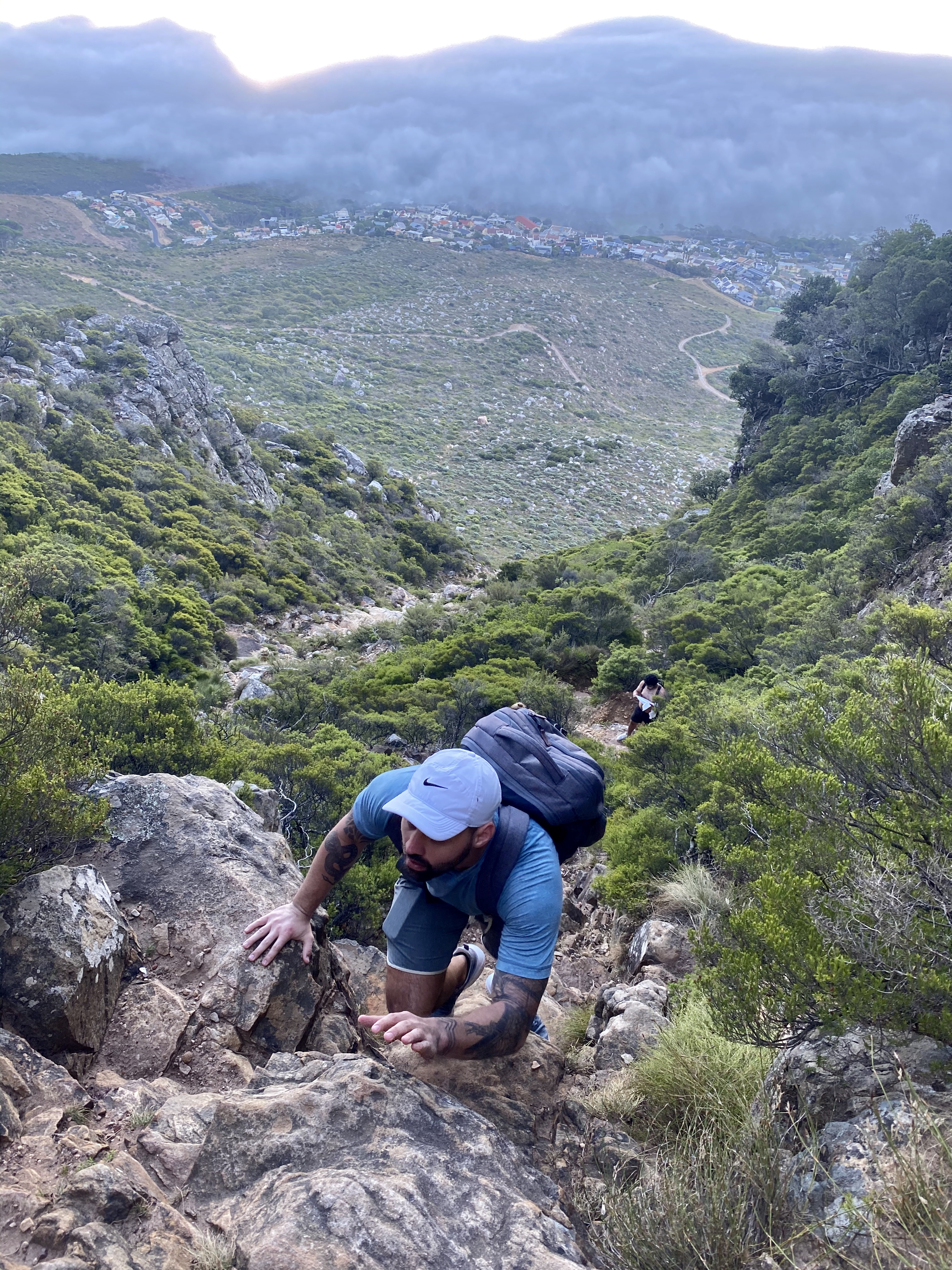
Ascension de la montagne de la Table.

La montagne de la Table est le symbole principal de la ville du Cap et son attraction touristique principale. Les touristes peuvent monter à pied ou emprunter le téléphérique de la montagne de la Table, un téléphérique dont la construction débuta en 1926. Son inauguration eut lieu en 1929. En 1997, il est rénové, et peut transporter 65 passagers à la fois, au lieu de 25 par le passé. Les nouvelles nacelles de type Rotair sont plus rapides et tournent sur elles-mêmes, offrant au spectateur une vue panoramique à 360° de la ville du Cap. Au sommet, on trouve un restaurant et des échoppes de souvenirs. 
La montagne fait partie d’un parc national mais des sentiers de randonnée balisés ont été créés et il y a des voies d’escalade de difficultés différentes. Il existe également un réseau de cavernes et de grottes qui permettent de s’adonner à la spéléologie, dans un cadre exceptionnel car, contrairement à la plupart des grottes, celles de la montagne de la Table sont creusées dans le grès et non dans le calcaire.

## Culture populaire

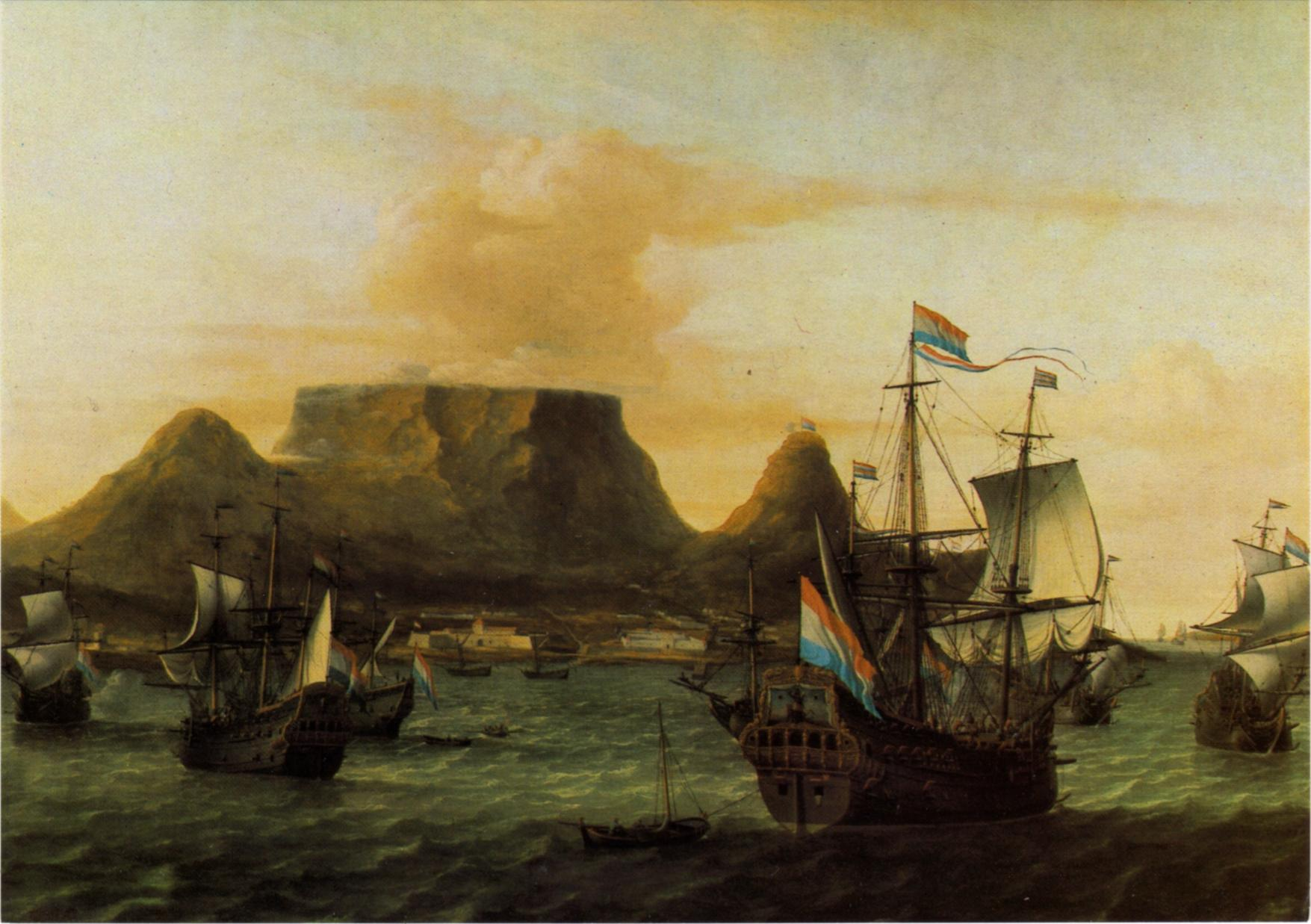
Peinture de la montagne de la Table en 1683.

La montagne de la Table a donné son nom à la constellation de la Table. C’est l’astronome français Nicolas-Louis de Lacaille qui a proposé à l’origine le nom de Mensæ mons (« montagne de la Table »), qui deviendra ensuite simplement Mensa, après un séjour au Cap en 1752 où il réalisait des relevés.